# Андрі Балдурссон
Заголовок цієї статті — це ісландське ім'я, де Андрі — особове ім'я, а Балдурссон — ім'я по батькові. 
Андрі Фаннар Балдурссон (ісл. Andri Fannar Baldursson, нар. 10 січня 2002, Коупавогюр, Ісландія) — ісландський футболіст, центральний півзахисник італійського клубу «Болонья» та національної збірної Ісландії. На умовах оренди грає за шведський «Ельфсборг».

## Ігрова кар'єра

### Клубна
Андрі Фаннар народився у місті Коупавогюр і футболом почав займатися у місцевому клубі «Брєйдаблік». За першу команду він зіграв лише одну гру. У січні 2019 року футболіст був прийнятий у футбольну академію італійської «Болоньї». А влітку підписав повноцінний контракт з італійським клубом. В лютому 2020 року у матчі проти «Удінезе» Андрі Фаннар дебютував у основному складі «Болоньї» і став п'ятим ісландським футболістом, що грав у італійській Серії А. Протягом наступних двох сезонів не зумів стати основним гравцем італійської команди,  провівши у її складі лише 16 ігор в усіх турнірах. 
Влітку 2021 року на умовах оренди приєднався до данського «Копенгагена», де протягом сезону брав участь у 8 іграх усіх турнірів. Згодом на аналогічних правах протягом сезону захищав кольори нідерландського «Неймегена», а влітку 2023 року був орендований шведським «Ельфсборгом».

### Збірна
Андрі Фаннар грав за юнацькі та молодіжну збірні Ісландії. 8 вересня 2020 року у матчі проти команди Бельгії у рамках Ліги націй футболіст дебютував у складі національної збірної Ісландії.

## Статистика виступів

### Статистика клубних виступів
Станом на 23 серпня 2022
| Сезон               | Команда             | Чемпіонат           | Чемпіонат | Чемпіонат | Національний кубок | Національний кубок | Національний кубок | Континентальні кубки | Континентальні кубки | Континентальні кубки | Інші змагання | Інші змагання | Інші змагання | Усього | Усього | Усього |
| Сезон               | Команда             | Ліга                | Ігор      | Голів     | Ліга               | Ігор               | Голів              | Ліга                 | Ігор                 | Голів                | Ліга          | Ігор          | Голів         | Ігор   | Голів  |        |
| ------------------- | ------------------- | ------------------- | --------- | --------- | ------------------ | ------------------ | ------------------ | -------------------- | -------------------- | -------------------- | ------------- | ------------- | ------------- | ------ | ------ | ------ |
| 2018                | «Брєйдаблік»        | У                   | 1         | 0         | КІ                 | -                  | -                  | -                    | -                    | -                    | -             | -             | -             | 1      | 0      |        |
| 2019–20             | «Болонья»           | A                   | 7         | 0         | КІ                 | -                  | -                  | -                    | -                    | -                    | -             | -             | -             | 7      | 0      |        |
| 2020–21             | «Болонья»           | A                   | 8         | 0         | КІ                 | 1                  | 0                  | -                    | -                    | -                    | -             | -             | -             | 9      | 0      |        |
| Усього за «Болонь]» | Усього за «Болонь]» | Усього за «Болонь]» | 15        | 0         |                    | 1                  | 0                  |                      | -                    | -                    |               | -             | -             | 16     | 0      |        |
| 2021–22             | «Копенгаген»        | СЛ                  | 3         | 0         | КД                 | 1                  | 0                  | ЛК                   | 4                    | 0                    | -             | -             | -             | 8      | 0      |        |
| Усього за кар'єру   | Усього за кар'єру   | Усього за кар'єру   | 19        | 0         |                    | 2                  | 0                  |                      | 4                    | -                    |               | -             | -             | 25     | 0      |        |

### Статистика виступів за збірну
Станом на 26 березня 2022 року
| Дата       | Місто     | Господарі         | Результат | Гості              | Турнір                               | Голи | Примітки |
| ---------- | --------- | ----------------- | --------- | ------------------ | ------------------------------------ | ---- | -------- |
| 8-9-2020   | Брюссель  | Бельгія           | 5 – 1     | Ісландія           | Ліга націй УЄФА 2020-2021 - 1-й етап | -    | 53'      |
| 29-5-2021  | Арлінгтон | Мексика           | 2 – 1     | Ісландія           | товариський матч                     | -    | 60'      |
| 4-6-2021   | Торсгавн  | Фарерські острови | 0 – 1     | Ісландія           | товариський матч                     | -    | 78'      |
| 8-6-2021   | Познань   | Польща            | 2 – 2     | Ісландія           | товариський матч                     | -    | 43' 78'  |
| 2-9-2021   | Рейк'явік | Ісландія          | 0 – 2     | Румунія            | Відбір до ЧС 2022                    | -    | 67'      |
| 5-9-2021   | Рейк'явік | Ісландія          | 2 – 2     | Північна Македонія | Відбір до ЧС 2022                    | -    | 60'      |
| 8-9-2021   | Рейк'явік | Ісландія          | 0 – 4     | Німеччина          | Відбір до ЧС 2022                    | -    | 89'      |
| 11-10-2021 | Рейк'явік | Ісландія          | 4 – 0     | Ліхтенштейн        | Відбір до ЧС 2022                    | -    | 65'      |
| 26-3-2022  | Мурсія    | Фінляндія         | 1 – 1     | Ісландія           | товариський матч                     | -    | 70'      |
| Усього     |           | Матчів            | 9         |                    | Голів                                | 0    |          |

| Дата       | Місто          | Господарі  | Результат | Гості    | Турнір                             | Голи | Примітки |
| ---------- | -------------- | ---------- | --------- | -------- | ---------------------------------- | ---- | -------- |
| 13-10-2020 | Еш-сюр-Альзетт | Люксембург | 0 – 2     | Ісландія | Кваліфікація молодіжного Євро-2021 | -    | 51'      |
| 12-11-2020 | Рейк'явік      | Ісландія   | 1 – 2     | Італія   | Кваліфікація молодіжного Євро-2021 | -    | 83'      |
| 15-11-2020 | Дублін         | Ірландія   | 1 – 2     | Ісландія | Кваліфікація молодіжного Євро-2021 | -    | 61'      |
| 28-3-2021  | Дьєр           | Ісландія   | 0 – 2     | Данія    | Молодіжне Євро-2021                | -    | 68'      |
| 31-3-2021  | Сомбатгей      | Ісландія   | 0 – 2     | Франція  | Молодіжне Євро-2021                | -    |          |
| Усього     |                | Матчів     | 5         |          | Голів                              | 0    |          |

## Титули і досягнення
- Чемпіон Данії (1):

«Копенгаген»: 2021-22